# FK Mladá Boleslav
Maillots
Actualités
Le FK Mladá Boleslav est un club tchèque de football basé à Mladá Boleslav.

## Historique
- 1902 : fondation du club
- 2006 : 1re participation à une Coupe d'Europe (C3) ; le club élimine au premier tour l'Olympique de Marseille mais ne passe pas la phase de groupes.

## Bilan sportif

### Palmarès
| Compétitions nationales | Compétitions régionales |
| - Championnat de Tchéquie : - Vice-champion : 2006 - Championnat de Tchéquie de deuxième division : - Champion : 2004 - Coupe de Tchéquie : - Vainqueur : 2011 et 2016 - Finaliste : 2013 - Supercoupe de Tchéquie : - Finaliste : 2011 | - Championnat de Tchéquie de troisième division : - Champion : 1998 - Championnat de Tchéquie de quatrième division : - Champion : 1997 (groupe C) |

### Bilan européen
Note : dans les résultats ci-dessous, le score du club est toujours donné en premier
| Saison    | Compétition         | Tour             | Club                   | Domicile | Extérieur | Total             |
| --------- | ------------------- | ---------------- | ---------------------- | -------- | --------- | ----------------- |
| 2006-2007 | Ligue des champions | Deuxième tour Q  | Vålerenga              | 3 - 1    | 2 - 2     | 5 - 3             |
| 2006-2007 | Ligue des champions | Troisième tour Q | Galatasaray SK         | 1 - 1    | 2 - 5     | 3 - 6             |
| 2006-2007 | Coupe UEFA          | Premier tour     | Olympique de Marseille | 4 - 2    | 0 - 1     | 4 - 3             |
| 2006-2007 | Coupe UEFA          | Groupe G         | Panathinaïkos          | 0 - 1    | N/A       | Cinquième         |
| 2006-2007 | Coupe UEFA          | Groupe G         | Rapid Bucarest         | N/A      | 1 - 1     | Cinquième         |
| 2006-2007 | Coupe UEFA          | Groupe G         | Paris Saint-Germain    | 0 - 0    | N/A       | Cinquième         |
| 2006-2007 | Coupe UEFA          | Groupe G         | Hapoël Tev-Aviv        | N/A      | 1 - 1     | Cinquième         |
| 2007-2008 | Coupe UEFA          | Premier tour     | US Palerme             | 0 - 1    | 1 - 0 ap  | 1 - 1 (4 - 2 tab) |
| 2007-2008 | Coupe UEFA          | Groupe G         | Villarreal CF          | 1 - 2    | N/A       | Quatrième         |
| 2007-2008 | Coupe UEFA          | Groupe G         | IF Elfsborg            | N/A      | 3 - 1     | Quatrième         |
| 2007-2008 | Coupe UEFA          | Groupe G         | AEK Athènes            | 0 - 1    | N/A       | Quatrième         |
| 2007-2008 | Coupe UEFA          | Groupe G         | ACF Fiorentina         | N/A      | 1 - 2     | Quatrième         |
| 2011-2012 | Ligue Europa        | Troisième tour Q | AEK Larnaca            | 2 - 2    | 0 - 3     | 2 - 5             |
| 2012-2013 | Ligue Europa        | Deuxième tour Q  | Thór Akureyri          | 3 - 0    | 1 - 0     | 4 - 0             |
| 2012-2013 | Ligue Europa        | Troisième tour Q | FC Twente              | 0 - 2    | 0 - 2     | 0 - 4             |
| 2014-2015 | Ligue Europa        | Deuxième tour Q  | Široki Brijeg          | 2 - 1    | 4 - 0     | 6 - 1             |
| 2014-2015 | Ligue Europa        | Troisième tour Q | Olympique lyonnais     | 1 - 4    | 1 - 2     | 2 - 6             |
| 2015-2016 | Ligue Europa        | Deuxième tour Q  | Strømsgodset IF        | 1 - 2    | 1 - 0     | 2 - 2E            |
| 2016-2017 | Ligue Europa        | Troisième tour Q | KF Shkëndija           | 1 - 0    | 0 - 2     | 1 - 2             |
| 2017-2018 | Ligue Europa        | Deuxième tour Q  | Shamrock Rovers        | 2 - 0    | 3 - 2     | 5 - 2             |
| 2017-2018 | Ligue Europa        | Troisième tour Q | Skënderbeu Korçë       | 2 - 1    | 1 - 2 ap  | 3 - 3 (2 - 4 tab) |
| 2019-2020 | Ligue Europa        | Deuxième tour Q  | Ordabasy Chimkent      | 1 - 1    | 3 - 2     | 4 - 3             |
| 2019-2020 | Ligue Europa        | Troisième tour Q | Steaua Bucarest        | 0 - 1    | 0 - 0     | 0 - 1             |
| 2024-2025 | Ligue Conférence    | Deuxième tour Q  | FK Transinvest         | 2 - 0    | 1 - 0     | 3 - 0             |
| 2024-2025 | Ligue Conférence    | Troisième tour Q | Hapoël Beer-Sheva      | 1 - 1    | 4 - 2     | 5 - 3             |
| 2024-2025 | Ligue Conférence    | Barrages Q       | Paksi FC               | 2 - 2    | 3 - 0     | 5 - 2             |
| 2024-2025 | Ligue Conférence    | Phase de ligue   | FC Noah                | N/A      | 0 - 2     | 27e               |
| 2024-2025 | Ligue Conférence    | Phase de ligue   | FC Lugano              | 0 - 1    | N/A       | 27e               |
| 2024-2025 | Ligue Conférence    | Phase de ligue   | Vitória Guimarães      | N/A      | 1 - 2     | 27e               |
| 2024-2025 | Ligue Conférence    | Phase de ligue   | Real Betis             | 2 - 1    | N/A       | 27e               |
| 2024-2025 | Ligue Conférence    | Phase de ligue   | Jagiellonia Białystok  | 1 - 0    | N/A       | 27e               |
| 2024-2025 | Ligue Conférence    | Phase de ligue   | Molde FK               | N/A      | 3 - 4     | 27e               |

Légende
- Victoire ou qualification pour le tour suivant
- Match nul
- Défaite ou élimination de la compétition

## Identité du club

### Changements de nom
- 1902 – SSK Mladá Boleslav (Studentský sportovní klub Mladá Boleslav)
- 1910 – Mladoboleslavský SK (Mladoboleslavský Sportovní klub)
- 1919 – Aston Villa Mladá Boleslav
- 1948 – Sokol Aston Villa Mladá Boleslav
- 1949 – ZSJ AZNP Mladá Boleslav (Základní sportovní jednota Automobilové závody národní podnik Mladá Boleslav) – fusion avec le Sokol Slavoj Mladá Boleslav et le Sokol Meteor Čejetičky
- 1950 – merged with Sokol Mladoboleslavský
- 1959 – TJ Spartak Mladá Boleslav AZNP (Tělovýchovná jednota Spartak Mladá Boleslav Automobilové závody národní podnik)
- 1965 – TJ Škoda Mladá Boleslav (Tělovýchovná jednota Škoda Mladá Boleslav)
- 1971 – TJ AŠ Mladá Boleslav (Tělovýchovná jednota Auto Škoda Mladá Boleslav)
- 1990 – FK Mladá Boleslav (Fotbalový klub Mladá Boleslav)
- 1992 – FK Slavia Mladá Boleslav (Fotbalový klub Slavia Mladá Boleslav)
- 1994 – FK Bohemians Mladá Boleslav (Fotbalový klub Bohemians Mladá Boleslav)
- 1995 – FK Mladá Boleslav (Fotbalový klub Mladá Boleslav)

### Logos du club

Ancien logo
Ancien logo
Ancien logo
Ancien logo
Logo actuel

## Joueurs et personnalités du club

### Entraîneurs
Le tableau suivant présente la liste des entraîneurs du club depuis 2005.
| Rang | Nom                | Période   |
| ---- | ------------------ | --------- |
| 1    | Karel Stanner      | 1996-2001 |
| 2    | Vlastimil Petržela | 2002      |
| 3    | Martin Pulpit      | 2002-2004 |
| 4    | Milan Bokša        | 2004      |

| Rang | Nom              | Période   |
| ---- | ---------------- | --------- |
| 5    | Dušan Uhrin, Jr. | 2004-2007 |
| 6    | Zdeněk Ščasný    | 2007-2008 |
| 7    | Karel Stanner    | 2008      |
| 8    | Pavel Hapal      | 2008-2009 |

| Rang | Nom              | Période   |
| ---- | ---------------- | --------- |
| 9    | Dušan Uhrin, Jr. | 2009      |
| 10   | Karel Stanner    | 2010-2011 |
| 11   | Miroslav Koubek  | 2011-2012 |
| 12   | Ladislav Minář   | 2012-2014 |

| Rang | Nom           | Période        |
| ---- | ------------- | -------------- |
| 13   | Karel Jarolím | 2014-2016      |
| 14   | Leoš Kalvoda  | 2016-déc. 2016 |
| 15   | Martin Svedik | déc. 2016-     |

### Joueurs emblématiques
- Roman Bednář
- Milan Baroš
- David Jarolím
- Petr Johana
- Václav Koloušek
- Marek Kulič
- Marek Matějovský
- Michal Papadopulos
- Luboš Pecka
- Václav Procházka
- Radek Širl
- Rudolf Skácel
- Jiří Skalák
- Jan Rajnoch
- Alexandre Mendy
- Ludovic Sylvestre
- Patrick Ilongo
- Ilongo Ngansania
- Fikru Tefera
- Nikolaï Komlitchenko

### Records individuels
|   | Nom           | Buts | Dates                |
| - | ------------- | ---- | -------------------- |
| 1 | Marek Kulič   | 38   | 2005-2006, 2009-2013 |
| 2 | Luboš Pecka   | 34   | 2004-2010            |
| 3 | Jan Chramosta | 33   | 2009-2015-           |
| 4 | Jan Rajnoch   | 20   | 2001-2002, 2006-2010 |
| 5 | Radim Holub   | 17   | 2005-2008            |
| = | Jan Kysela    | 17   | 2004-                |